# Yuri Falcão
Yuri Falcão dos Reis (Espírito Santo, 18 de agosto de 2002) é um boxeador brasileiro. É sobrinho dos medalhistas olímpicos Yamaguchi Falcão e Esquiva Falcão.

## Carreira
Em 2021, ele competiu no Campeonato Mundial de Boxe Juvenil da AIBA em Kielce, na Polônia, onde chegou às quartas de final na categoria -60 kg.
Foi campeão do Campeonato Brasileiro de Boxe em 2022 e 2023.
No Campeonato Mundial de Boxe da AIBA de 2023, realizado em Tashkent, no Uzbequistão, venceu duas lutas, mas nas oitavas de final, enfrentando o medalhista olímpico e campeão mundial de Cuba Lázaro Álvarez, acabou sendo eliminado na categoria meio-médio leve.
No Jogos Pan-Americanos de 2023 realizado em Santiago, Chile, conquistou a medalha de bronze na categoria 63,5kg.